# 御満座荒れ
御満座荒れ（ごまんざあれ）は初冬から真冬にかけて起きる北陸地方の荒天である。「ごまんさんあれ」とも呼ばれる。

## 御満座
- 御満座とは浄土真宗の開祖親鸞の命日「御正忌」（ごしょうき）旧暦11月28日のことである。真宗大谷派は旧暦のまま、浄土真宗本願寺派は新暦1月15日に御満座法要を営む。御満座につきものの料理は「いとこ煮」である。大根、人参、ごぼう、里芋、こんにゃく、油揚げなどを入れた実だくさんの汁物で、必ず小豆が入れられる。親鸞が小豆を好んだ。「いとこ」というのはいずれも根菜などを使った同類だからついたとされる。
- 真宗の信心の篤い漁民らがこのごろを御満座荒れと呼んだのが由来である。

## 特徴
- 新暦11月28日から北西の季節風が吹き出し、しばしば雷が鳴る。初ブリの前触れとしてブリおこしとも言われる。実際、富山県氷見市にある氷見漁港などではブリおこしが起こるとブリの漁獲量が多くなるといわれている。気象学的には1月15日のほうが冬型の気圧配置が強まり、雪が強く降りやすく海も荒れやすい。どちらも特異日である。

## 被害
- 雷雲が発生し、雷が起きやすくなり落雷による火災や停電が起こる。
- 積乱雲ができることによってダウンバースト現象が起きる。たいてい海上で起きることが多いが、陸上で起きることもあり家屋の被害が出る。